# میدز (کنتاکی)
میدز (به انگلیسی: Meads) یک منطقهٔ مسکونی در ایالات متحده آمریکا است که در شهرستان بوید، کنتاکی واقع شده‌است. میدز ۲۸۸٬۶۴۹ نفر جمعیت دارد.